# Dritte Volleyball-Liga 2013/14 (Frauen)
Die Saison 2013/14 der Dritten Volleyball-Liga der Frauen war die zweite Saison der dritthöchsten Spielklasse im deutschen Volleyball der Frauen. Sie begann am 5. Oktober 2013 und endete am 23. März 2014. In diesem Wettbewerb wurde in vier Ligen gespielt.

## Neues Punktesystem
Seit dieser Saison gilt für den Spielbetrieb des DVV eine neue Punkteregel: Für einen 3:0- oder einen 3:1-Sieg gab es drei Punkte, für einen 3:2-Sieg zwei Punkte, für eine 2:3-Niederlage einen Punkt und für eine 1:3- oder 0:3-Niederlage keinen Punkt. Bei Punktgleichheit entschied zunächst die Anzahl der gewonnenen Spiele, dann der Satzquotient (Divisionsverfahren) und schließlich der Ballpunktquotient (Divisionsverfahren).

## Dritte Liga Nord
|                      | Verein                        | Anz. Spiele | Punkte | Gew. Spiele | Sätze | Bälle     |
| -------------------- | ----------------------------- | ----------- | ------ | ----------- | ----- | --------- |
| 1.                   | SV Fortschritt Neustadt-Glewe | 16          | 45     | 15          | 47:7  | 1315:1008 |
| 2.                   | Köpenicker SC II              | 16          | 35     | 12          | 40:22 | 1400:1270 |
| 3.                   | VSV Grün-Weiß Erkner (N)      | 16          | 28     | 9           | 32:26 | 1282:1249 |
| 4.                   | Wiker SV (N)                  | 16          | 23     | 7           | 31:32 | 1315:1350 |
| 5.                   | BBSC Berlin                   | 16          | 22     | 9           | 32:33 | 1383:1396 |
| 6.                   | WiWa Hamburg                  | 16          | 22     | 8           | 27:33 | 1248:1327 |
| 7.                   | Lübecker TS (N)               | 16          | 16     | 5           | 22:37 | 1231:1350 |
| 8.                   | SV Päd. Schönebeck            | 16          | 14     | 4           | 19:36 | 1105:1201 |
| 9.                   | SV Warnemünde                 | 16          | 11     | 3           | 17:41 | 1219:1347 |
| Stand: 22. März 2014 |                               |             |        |             |       |           |

## Dritte Liga West
|                      | Verein                      | Anz. Spiele   | Punkte        | Gew. Spiele   | Sätze         | Bälle         |               |
| -------------------- | --------------------------- | ------------- | ------------- | ------------- | ------------- | ------------- | ------------- |
| 1.                   | SG Marmagen-Nettersheim (N) | 16            | 40            | 14            | 45:16         | 1425:1221     |               |
| 2.                   | SV Bad Laer                 | 16            | 38            | 13            | 43:17         | 1390:1151     |               |
| 3.                   | TV Cloppenburg              | 16            | 30            | 11            | 37:26         | 1421:1315     |               |
| 4.                   | SSF Fortuna Bonn            | 16            | 27            | 9             | 33:29         | 1320:1364     |               |
| 5.                   | TV Eiche Horn Bremen (A)    | 16            | 23            | 7             | 33:35         | 1408:1473     |               |
| 6.                   | SG Langenfeld               | 16            | 23            | 7             | 32:36         | 1454:1466     |               |
| 7.                   | VC Nienburg (N)             | 16            | 19            | 6             | 25:35         | 1292:1344     |               |
| 8.                   | VC SFG Olpe                 | 16            | 13            | 5             | 20:41         | 1236:1423     |               |
| 9.                   | SV Wietmarschen             | 16            | 3             | 0             | 15:48         | 1268:1457     |               |
| 10.                  | Moerser SC                  | zurückgezogen | zurückgezogen | zurückgezogen | zurückgezogen | zurückgezogen | zurückgezogen |
| Stand: 23. März 2014 |                             |               |               |               |               |               |               |

## Dritte Liga Süd
|                      | Verein                           | Anz. Spiele | Punkte | Gew. Spiele | Sätze | Bälle     |
| -------------------- | -------------------------------- | ----------- | ------ | ----------- | ----- | --------- |
| 1.                   | SV Sinsheim                      | 16          | 38     | 12          | 44:19 | 1431:1269 |
| 2.                   | proWIN Volleys TV Holz (N)       | 16          | 37     | 14          | 45:23 | 1528:1342 |
| 3.                   | TSV Schmiden                     | 16          | 29     | 10          | 35:28 | 1386:1379 |
| 4.                   | TG Biberach                      | 16          | 27     | 9           | 35:28 | 1396:1320 |
| 5.                   | VC Wiesbaden II                  | 16          | 23     | 7           | 30:34 | 1335:1341 |
| 6.                   | VC Neuwied 77                    | 16          | 22     | 7           | 29:30 | 1305:1297 |
| 7.                   | TV Villingen                     | 16          | 18     | 6           | 26:37 | 1285:1361 |
| 8.                   | VSG Mannheim                     | 16          | 13     | 5           | 22:39 | 1227:1390 |
| 9.                   | Förderverein Tübinger Modell (A) | 16          | 9      | 2           | 17:45 | 1245:1439 |
| Stand: 23. März 2014 |                                  |             |        |             |       |           |

## Dritte Liga Ost
|                                                                                | Verein                    | Anz. Spiele | Punkte | Gew. Spiele | Sätze | Bälle     |
| ------------------------------------------------------------------------------ | ------------------------- | ----------- | ------ | ----------- | ----- | --------- |
| 1.                                                                             | TV Altdorf                | 16          | 33     | 11          | 39:21 | 1364:1077 |
| 2.                                                                             | Dresdner SSV              | 16          | 33     | 11          | 37:20 | 1344:1091 |
| 3.                                                                             | SV Lok Engelsdorf         | 16          | 31     | 11          | 40:27 | 1488:1365 |
| 4.                                                                             | SV Lohhof II              | 16          | 30     | 10          | 37:27 | 1451:1260 |
| 5.                                                                             | TV Planegg-Krailling      | 16          | 25     | 8           | 35:33 | 1498:1332 |
| 6.                                                                             | DJK Augsburg-Hochzoll (N) | 16          | 24     | 8           | 32:31 | 1340:1382 |
| 7.                                                                             | ASV Veitsbronn (N)        | 16          | 20     | 6           | 23:31 | 1156:1136 |
| 8.                                                                             | SWE Volley Team Erfurt II | 16          | 13     | 4           | 19:37 | 1140:1190 |
| 9.                                                                             | FTM Schwabing (A)         | 16          | 7      | 3           | 9:44  | 300:1248  |
| Stand: 16. Mai 2014 (13 Spiele des FTM Schwabing wurden als verloren gewertet) |                           |             |        |             |       |           |

Legende  
|     | Aufstieg in die 2. Bundesliga            |
|     | Abstieg in die Regionalliga bzw. Rückzug |
| (A) | Absteiger                                |
| (N) | Aufsteiger                               |